# Ctenucha
Genre
Ctenucha est un genre de lépidoptères (papillons) américains de la famille des Erebidae et de la sous-famille des Arctiinae. 

## Liste des espèces
Selon FUNET Tree of Life (28 octobre 2020) :
- Ctenucha affinis (Rothschild, 1912)
- Ctenucha laura (Hampson, 1898)
- Ctenucha neglecta (Boisduval, 1832)
- Ctenucha nora (Druce, 1906)
- Ctenucha rubriceps Walker, 1854
- Ctenucha perrirrorata (Hampson, 1901)
- Ctenucha quadricolor (Walker, 1866)
- Ctenucha albipars Hampson, 1901
- Ctenucha andrei Rothschild, 1912
- Ctenucha aymara (Schaus, 1892)
- Ctenucha biformis Dognin, 1907
- Ctenucha braganza (Schaus, 1892)
- Ctenucha bruneri Schaus, 1938
- Ctenucha brunnea Stretch, 1872
- Ctenucha circe (Cramer, [1780])
- Ctenucha clavia (Druce, 1883)
- Ctenucha cressonana Grote, 1863
- Ctenucha cyaniris Hampson, 1898
- Ctenucha divisum (Walker, 1856)
- Ctenucha editha (Walker, 1856)
- Ctenucha fosteri Rothschild, 1912
- Ctenucha garleppi Rothschild, 1912
- Ctenucha hilliana Dyar, 1915
- Ctenucha jonesi Rothschild, 1912
- Ctenucha manuela Jones, 1914
- Ctenucha mennisata Dognin, 1900
- Ctenucha mortia Schaus, 1901
- Ctenucha multifaria (Walker, 1854)
- Ctenucha nana Jones, 1914
- Ctenucha palmeira (Schaus, 1892)
- Ctenucha pohli Schaus, 1921
- Ctenucha popayana Dognin, 1911
- Ctenucha projecta Dognin, 1904
- Ctenucha reducta Rothschild, 1912
- Ctenucha refulgens Dognin, 1899
- Ctenucha reimoseri Zerny, 1912
- Ctenucha rubroscapus (Ménétriés, 1857)
- Ctenucha rubrovenata Rothschild, 1912
- Ctenucha ruficeps Walker, 1854
- Ctenucha schausi Rothschild, 1912
- Ctenucha semistria (Walker, 1854)
- Ctenucha signata Gaede, 1926
- Ctenucha subsemistria Strand, 1915
- Ctenucha tapajoza Dognin, 1923
- Ctenucha togata (Druce, 1884)
- Ctenucha tucumana Rothschild, 1912
- Ctenucha venosa Walker, 1854
- Ctenucha virginica (Esper, 1794)
- Ctenucha vittigerum (Blanchard, 1852)